# Mapamundi

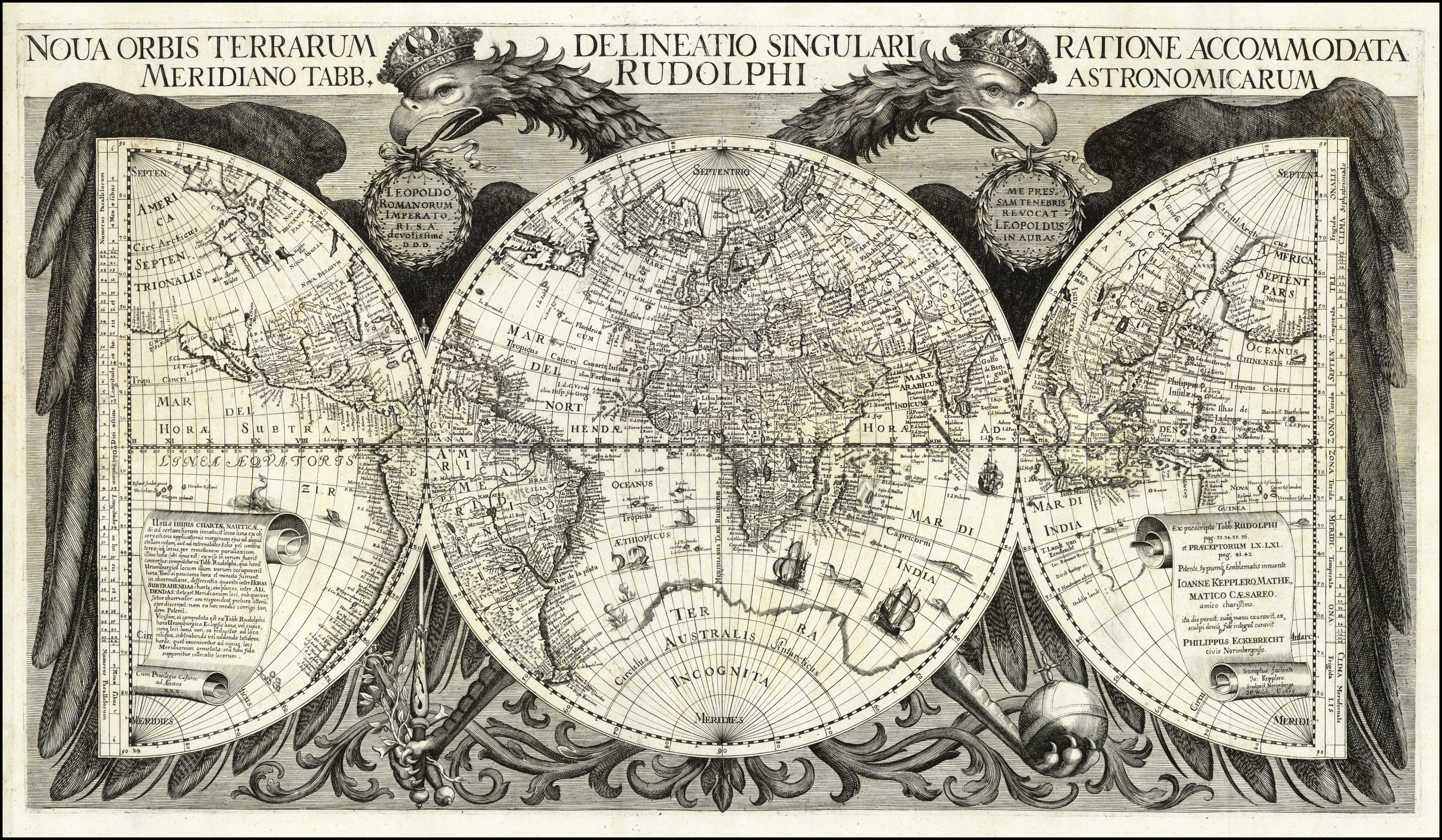
Mapamundi hecho por Johannes Kepler.

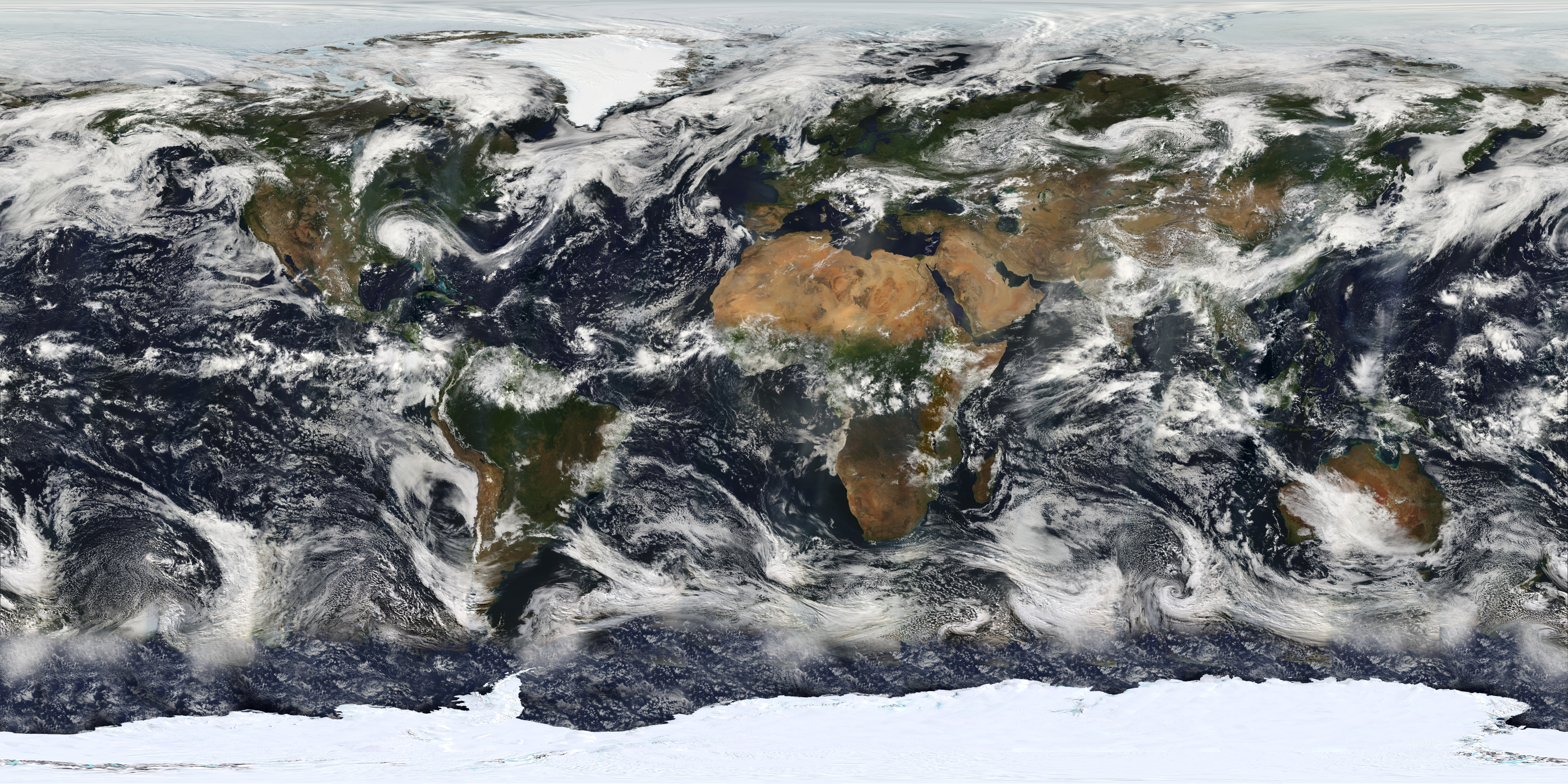
Planisferio actual de la Tierra creado por composición de fotografías de satélite

Un mapamundi (del latín medieval mappa mundi, «mapa del mundo») es una representación cartográfica (mapa) de toda la superficie terrestre. El material sobre el que se representa suele ser de papel.
Dependiendo de su forma, un mapamundi puede ser un globo terráqueo, que reproduce a escala la forma prácticamente esférica del geoide; o un planisferio terrestre, que reproduce a escala el resultado teórico de algún tipo de proyección geográfica de la esfera terrestre en un plano. Existen planisferios celestes para la representación de las estrellas.
Los mapamundis suelen presentarse en forma de distintos tipos de  dependiendo del detalle permitido por la escala, que cuando es muy alta, se limita a mapas parciales y no a mapamundis.
El propósito de un mapa  es mostrar las características físicas o  (como montañas, ríos, lagos, mares, líneas de costa de islas y continentes o tipos de paisaje específicos -cordilleras, desiertos, selvas, marismas, manglares, glaciares, banquisas, etcétera-). 
Otros usos suelen restringirse a mapas parciales, aunque pueden reflejarse en un mapamundi si se prescinde de los detalles, y se limita su reflejo un nivel muy general: Los mapas  muestran las características de las rocas, líneas de fallas, y estructuras superficiales. Los mapas  representan las curvas de nivel, identificando distintos accidentes físicos o usos del suelo con símbolos convencionales apropiados (los  : por ejemplo, los vértices  con un triángulo, los cultivos con iconos significativos, las  con líneas rojas de distintas dimensiones, los  con líneas negras, las fronteras con líneas continuas o discontinuas, las  con círculos de tamaño proporcional a  importancia, o con su trazado aproximado -en caso de mapas muy detallados-, llegando al detalle de reflejar casas e instalaciones humanas de todo tipo).

## Historia

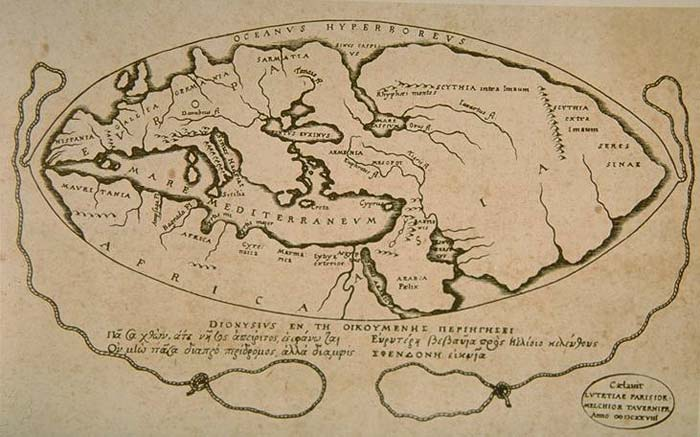
El mapa del mundo descrito por Posidonio entre el 150 y el 160 a. C.

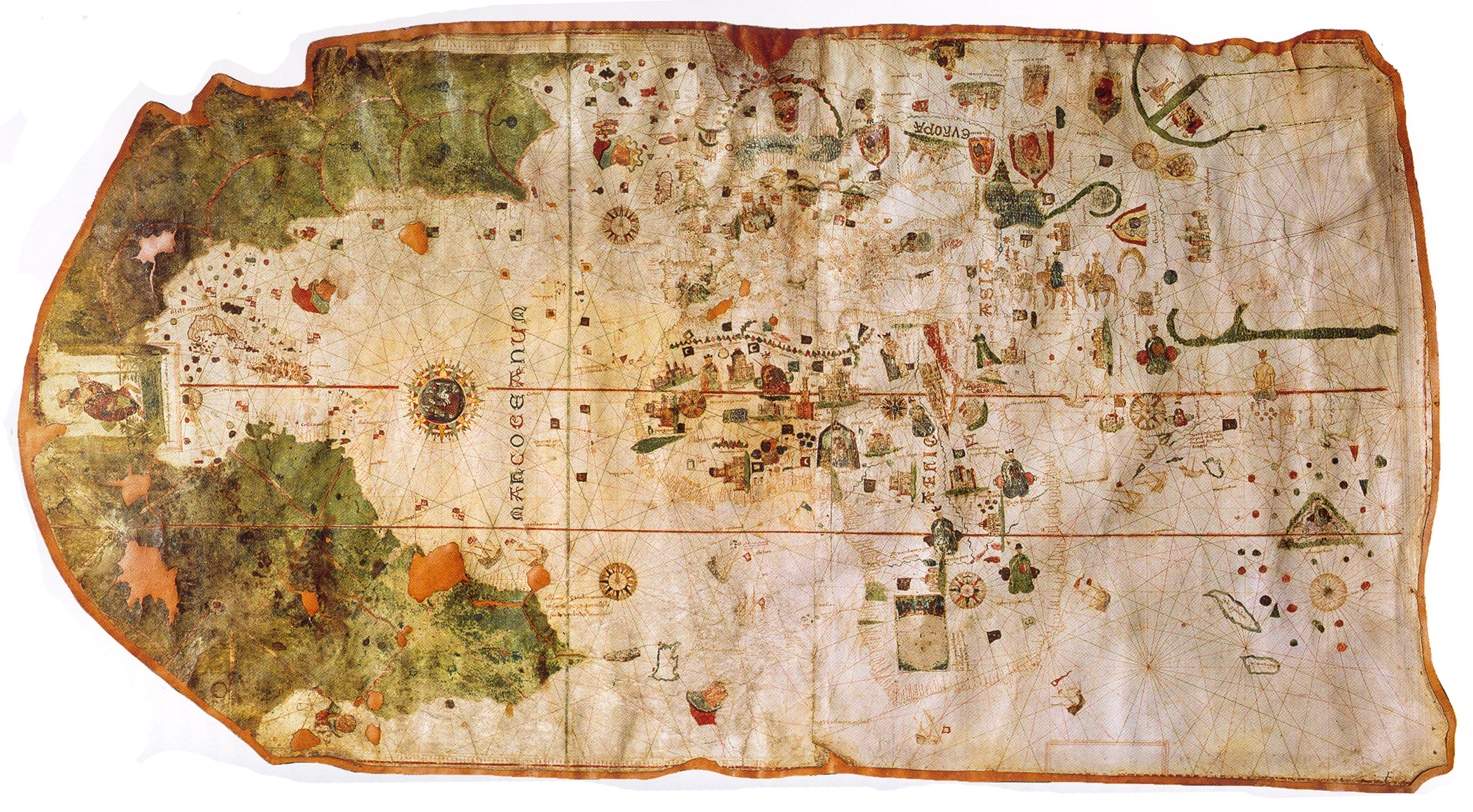
El mapa de Juan de la Cosa (dibujado en El Puerto de Santa María, 1500) es la representación oficial más antigua de tierras americanas.

Se sabe que los mapas aparecieron alrededor del año 2500 a. C. debido al descubrimiento de unas tablillas de barro de origen babilónico, y que representaban los valles del río Éufrates. Al comienzo se representaban los lugares cercanos y familiares y es de suponer que poco a poco se iría incorporando más y más territorio hasta que finalmente se representara toda la superficie terrestre. Los primeros en tener una consciencia global fueron los babilonios que pensaban en la tierra como un plato plano de tierra con un gran río que dividía en dos partes; griegos como Tales de Mileto ya sugerían la esfericidad de la tierra en los siglos VI y V antes de Cristo.

### Anaximandro
Los discípulos de Thales, Estrabón y finalmente fue Anaximandro de Mileto el primero en empezar a cartografiar el mundo globalmente: con los ríos y los mares. En este momento apareció el concepto ecúmene en el que el mundo habitado era dos veces más grande en eje este-oeste que en norte-sur, evidentemente este mundo centraba su existencia en el mediterráneo.

### La tierra de Thule
En el año 330 a. C. Piteas establece un periplo en el que llega a visitar diversos países del norte, entre ellos la isla de Thule, que se ha identificado tanto con Islandia como la península escandinava, que podría haber interpretado como una isla.

### Ptolomeo
El trabajo de Ptolomeo se fundamenta en el de otro cartógrafo anterior denominado Marinus de Tiro. Ptolomeo trabaja en su Geographía mostrando ya conceptos globales de la cartografía, así como un estudio teórico profundo sobre el tema.

### Los amerindios
Pedro Sarmiento de Gamboa en su obra Historia de los Incas indica que esta cultura ya disponía de mapas mundi en el siglo V y los Aztecas a la llegada de Hernán Cortés ya disponían de divisiones administrativas-catastrales sobre los territorios bajo su jurisdicción, de hecho este descubrimiento le sirvió para la conquista de Honduras.
Sin embargo, en ambos casos es necesario aclarar que se trataba de mapas que representaban los territorios que estas culturas conocían, en extremo acotados.

### La Edad Media: «T en O»
La Edad Media produjo en Europa diversos mapamundis, todos ellos con diferentes denominaciones como: "discario", "Orbis Terrarum", o, por utilizar la expresión más general, "mapa de T en O". El nombre de estos mapamundis deriva de Isidoro de Sevilla, que en sus Etimologías representa un mundo circular plano (representado evidentemente por la O) dividido por tres partes iguales de masas de Agua (La T). El trazo vertical de la T corresponde al Mediterráneo y el trazo horizontal de la T a diversos ríos y mares. Esta disposición fue muy repetida y dio lugar a esta denominación.

## Mapamundis y proyecciones
Los mapas que representan la superficie de la Tierra usan una proyección, una manera de traducir la superficie real tridimensional de un geoide a un dibujo bidimensional.
La proyección más conocida de un mapamundi es la Proyección de Mercator, una proyección cilíndrica originalmente diseñada como forma de carta de navegación y que tiene como principal virtud reflejar con exactitud los ángulos en que un rumbo corta la red de meridianos y paralelos, haciendo muy sencilla la tarea del navegante sobre el mapa. Sin embargo, al representar del mismo tamaño todos los paralelos, hace que las zonas ecuatoriales queden representadas con una superficie inferior, en comparación, a las zonas templadas (tanto las del hemisferio norte como las del hemisferio sur), mientras que las zonas cercanas a ambos polos aparecen representadas con una superficie muy superior.
La proyección de Mercator se crítica como forma de representación invisibilizadora y eurocéntrica (dado que los países desarrollados aparecen representados con una superficie mucho mayor comparado con los países en vías de desarrollo), y se proponen alternativas, como la proyección de Peters, que representa proporcionalmente las superficies, aunque deforma los perfiles de los países y continentes y los ángulos de la red de coordenadas.
También se propone invertir los puntos cardinales, para que el sur aparezca arriba y el norte abajo, dado que esas posiciones son totalmente convencionales y no significan que exista algún tipo de prioridad real en la disposición de los hemisferios ni algún punto de referencia más válido que otro.
Las propuestas de imponer la difusión del mapa de Peters o del mapa invertido en los medios de comunicación y en la educación como forma de cambiar las mentalidades reciben a su vez acusaciones de ser una forma de corrección política.
Existen muchas otras formas de proyección, unas limitadas a una parte del geoide (con ventajas en cuanto a la precisión en representar superficies y formas, pero que no pueden dar origen a un planisferio) y otras extensibles a una representación total con distintos tipos de deformación. La representación de bandas meridianas en forma de huso, que recuerda la forma en que se cortan las sandías (o también puede pelarse una naranja), tiene la ventaja de representar fielmente tanto la forma como la superficie, pero no la distancia entre unos puntos y otros, al dejar espacios vacíos.
Una proyección que tiene menor distorsión del tamaño relativo de las regiones es el mapa Dymaxion que además tiene menos distorsión de formas y no tiene dirección que vaya arriba.

Proyección de Mercator.
Proyección de Peters.
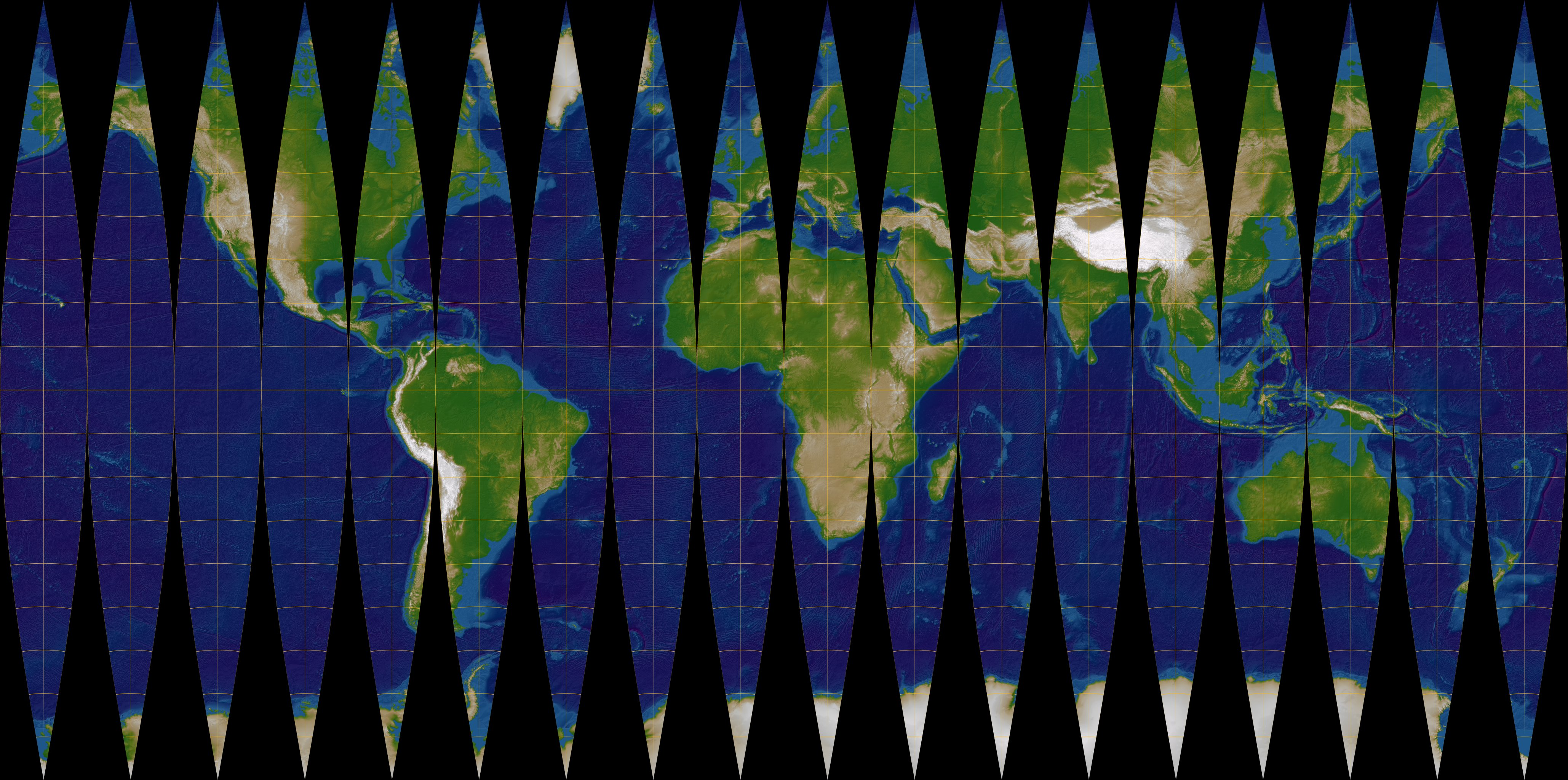
Proyección transversa de Mercator con bandas meridianas de 20 grados.
Proyección de Aitoff.
Proyección de Robinson.
Proyección de Robinson centrada en el océano Pacífico, comúnmente utilizada en China y Japón.
Mapa Dymaxion o proyección de Fuller.
Proyección cartográfica de bajo error Winkel tripel adoptada por National Geographic Society como mapa de referencia.
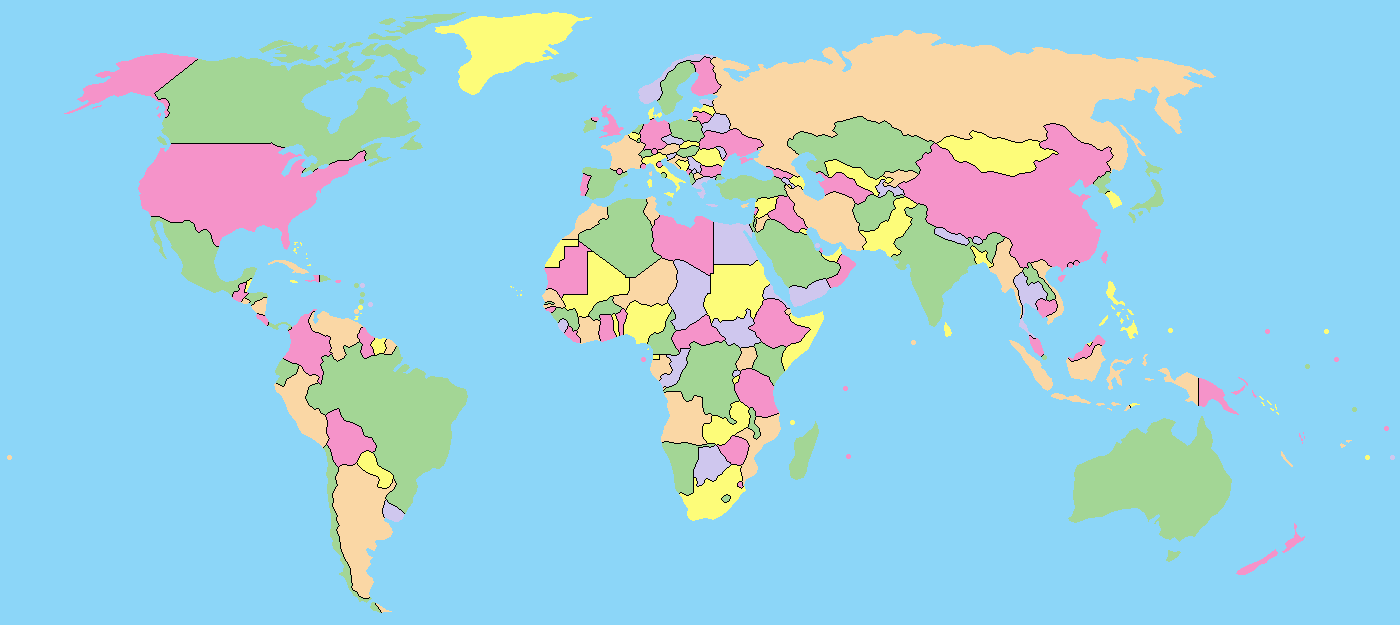
Mapamundi político.